# Coppa Italia 2019–2020 (volleyboll, damer)
Coppa Italia 2019-2020 utspelade sig mellan 29 januari och 2 februari 2020. Det var den 42:e upplagan av turneringen och åtta lag från Serie A1 2019-20  deltog. Imoco Volley vann cupen för andra gången genom att vinna över UYBA Volley i finalen. Joanna Wołosz utsågs till mest värdefulla spelare. Tävlingen genomfördes i cupformat med kvartsfinaler, semifinaler och final som spelades som enkelmöten.

## Deltagande lag
| Lag                                          | Turnering            | Deltog senast          |
| -------------------------------------------- | -------------------- | ---------------------- |
| AGIL Volley                                  | 3:a Serie A1 2019-20 | Coppa Italia 2018–2019 |
| Volleyball Casalmaggiore                     | 5:a Serie A1 2019-20 | Coppa Italia 2018–2019 |
| Chieri '76 Volleyball                        | 8:a Serie A1 2019-20 | Debut                  |
| Imoco Volley                                 | 1:a Serie A1 2019-20 | Coppa Italia 2018–2019 |
| Unione Sportiva Pro Victoria Pallavolo Monza | 6:a Serie A1 2019-20 | Coppa Italia 2018–2019 |
| Azzurra Volley San Casciano                  | 7:a Serie A1 2019-20 | Coppa Italia 2018–2019 |
| Pallavolo Scandicci Savino Del Bene          | 4:a Serie A1 2019-20 | Coppa Italia 2018–2019 |
| UYBA Volley                                  | 2:a Serie A1 2019-20 | Coppa Italia 2018–2019 |

## Turneringen

### Spelschema
|  | Kvartsfinaler | Kvartsfinaler                                | Kvartsfinaler |                                              |   | Semifinaler  | Semifinaler | Semifinaler |  |  | Final | Final | Final |  |
|  |               |                                              |               |                                              |   |              |             |             |  |  |       |       |       |  |
|  | 1             | Imoco Volley                                 | 3             |                                              |   |              |             |             |  |  |       |       |       |  |
|  | 1             | Imoco Volley                                 | 3             |                                              |   |              |             |             |  |  |       |       |       |  |
|  | 8             | Chieri '76 Volleyball                        | 0             |                                              |   |              |             |             |  |  |       |       |       |  |
|  | 8             | Chieri '76 Volleyball                        | 0             |                                              | 1 | Imoco Volley | 3           |             |  |  |       |       |       |  |
|  |               |                                              |               |                                              | 1 | Imoco Volley | 3           |             |  |  |       |       |       |  |
|  |               |                                              | 4             | Pallavolo Scandicci Savino Del Bene          | 0 |              |             |             |  |  |       |       |       |  |
|  | 4             | Pallavolo Scandicci Savino Del Bene          | 4             | Pallavolo Scandicci Savino Del Bene          | 0 | 3            |             |             |  |  |       |       |       |  |
|  | 4             | Pallavolo Scandicci Savino Del Bene          |               |                                              |   |              |             |             |  |  |       |       |       |  |
|  | 5             | Volleyball Casalmaggiore                     | 0             |                                              |   |              |             |             |  |  |       |       |       |  |
|  | 5             | Volleyball Casalmaggiore                     | 0             |                                              | 1 | Imoco Volley | 3           |             |  |  |       |       |       |  |
|  |               |                                              |               |                                              |   |              |             |             |  |  |       |       |       |  |
|  |               |                                              | 2             | UYBA Volley                                  | 0 |              |             |             |  |  |       |       |       |  |
|  | 2             | UYBA Volley                                  | 2             | UYBA Volley                                  | 0 | 3            |             |             |  |  |       |       |       |  |
|  | 2             | UYBA Volley                                  |               |                                              |   |              |             |             |  |  |       |       |       |  |
|  | 7             | Azzurra Volley San Casciano                  | 0             |                                              |   |              |             |             |  |  |       |       |       |  |
|  | 7             | Azzurra Volley San Casciano                  | 0             |                                              | 2 | UYBA Volley  | 3           |             |  |  |       |       |       |  |
|  |               |                                              |               |                                              | 2 | UYBA Volley  | 3           |             |  |  |       |       |       |  |
|  |               |                                              | 6             | Unione Sportiva Pro Victoria Pallavolo Monza | 0 |              |             |             |  |  |       |       |       |  |
|  | 3             | AGIL Volley                                  | 6             | Unione Sportiva Pro Victoria Pallavolo Monza | 0 | 1            |             |             |  |  |       |       |       |  |
|  | 3             | AGIL Volley                                  |               |                                              |   |              |             |             |  |  |       |       |       |  |
|  | 6             | Unione Sportiva Pro Victoria Pallavolo Monza | 3             |                                              |   |              |             |             |  |  |       |       |       |  |

### Resultat

#### Kvartsfinaler
| 29 januari 2020 PalaVerde, Villorba Speltid: 1h:04 - Åskådare: 2 933             | Imoco Volley                        | 3 - 0 | Chieri '76 Volleyball                        | 25-21, 25-12, 25-14        |
| 29 januari 2020 Palazzetto dello Sport, Scandicci Speltid: 1h:13 - Åskådare: 512 | Pallavolo Scandicci Savino Del Bene | 3 - 0 | Volleyball Casalmaggiore                     | 25-17, 25-22, 25-18        |
| 29 januari 2020 PalaPiantanida, Busto Arsizio Speltid: 1h:08 - Åskådare: 2 011   | UYBA Volley                         | 3 - 0 | Azzurra Volley San Casciano                  | 25-13, 25-16, 25-18        |
| 29 januari 2020 PalaTerdoppio, Novara Speltid: 1h:49 - Åskådare: 3 000           | AGIL Volley                         | 1 - 3 | Unione Sportiva Pro Victoria Pallavolo Monza | 25-12, 18-25, 21-25, 20-25 |

#### Semifinaler
| 1º februari 2020 PalaPiantanida, Busto Arsizio Speltid: 1h:17 - Åskådare: 3 257 | Imoco Volley | 3 - 0 | Pallavolo Scandicci Savino Del Bene          | 25-15, 25-19, 25-23 |
| 1º februari 2020 PalaPiantanida, Busto Arsizio Speltid: 1h:21 - Åskådare: 3 257 | UYBA Volley  | 3 - 0 | Unione Sportiva Pro Victoria Pallavolo Monza | 25-16, 25-21, 25-22 |

#### Final
| 2 februari 2020 PalaPiantanida, Busto Arsizio Speltid: 1h:15 - Åskådare: 4 397 | Imoco Volley | 3 - 0 | UYBA Volley | 25-20, 25-18, 25-16 |